# Wilhelm Fiehn
Wilhelm Fiehn (auch Wilhelm Heinrich Fiehn; * 3. Mai 1851 in Verden; † 12. Mai 1931 in Hannover) war ein deutscher Schuldirektor.

## Leben
1869 erhielt er das Zeugnis der Reife am Domgymnasium Verden. Er ging nach Berlin, um Philologie zu studieren. Ostern 1870 trat er in Göttingen als Einjährig-Freiwilliger in das 56. Regiment ein, machte in demselben den ganzen Frankreichfeldzug mit und wurde im Juli 1871 als Vizefeldwebel der Reserve entlassen. 1871 ging er nach Göttingen, um die unterbrochenen Studien wieder aufzunehmen und studierte dort bis 1874. Von dort aus wurde er als Probandus am Gymnasium zu Verden angestellt, bestand 1875 das Examen pro facultate docendi in den Fächern Deutsch, Latein und Geschichte. Anschließend absolvierte er ein Probejahr am Lyceum 2 zu Hannover und war von 1876 bis 1884 ordentlicher Lehrer an dieser Anstalt, zuletzt als Ordinarius der Quarta. 1884 wurde er an das Leibniz-Realgymnasium zu Hannover versetzt. Ab 1886 war er Lehrer am Realgymnasium I (später Tellkampfschule). Ab 1894 wurde er zum Direktor des Realgymnasiums I gewählt. Dieses Amt behielt er bis zu seiner Pensionierung 1912.
Um 1910 erblindete er aufgrund von Spätschäden aus dem Frankreichfeldzug.

## Familie
Wilhelm Heinrich war der Sohn des Lehrers Matthias Wilhelm Fiehn und Margaretha Heitmann und der Ehemann von Mathilde Schäfer; ihre Kinder waren Hans Fiehn, Else und Rudolph.

## Mitgliedschaften
Fiehn war Vorsitzender des Deutschen Philologen-Verbandes.

## Ehrungen
- 25. November 1903 Roter Adlerorden IV. Klasse[6]
- 15. September 1912 Ernennung zum Geheimen Regierungsrat

## Schriften (Auswahl)
- W. Fiehn, H. Schaefer, A. Schuster (Hrsg.): Deutsches Lesebuch für Vorschulen höherer Lehranstalten. Hannover, 1886
- W. Fiehn: Wie ist der Bestand der Jugendspiele an den höheren Lehranstalten auf Dauer zu sichern? In: Jahrbuch für Volks- und Jugendspiele, Bd. 8, R. Voigtländers Verlag, Leipzig, 1899, S. 63–77
- Robert Kohts, Karl Waldemar Meyer, Albert Schuster (Hrsg.), Wilhelm Fiehn, Heinrich Schaefer, Albert Schuster (Bearb): Deutsches Lesebuch für höhere Lehranstalten, vierter Teil (Unter-Tertia), neunte Auflage, Hannover: Helwingsche Verlagsbuchhandlung, 1908; Digitalisat über GEI-Digital des Georg-Eckert-Instituts
- W. Fiehn, H. Schaefer, A. Schuster (Hrsg.): Deutsches Lesebuch für höhere Lehranstalten, Ober-Tertia u. Unter-Sekunda. Hannover, Helwingsche Verlagsbuchhandlung, 1911